# Moonsorrow
Moonsorrow es un grupo de metal pagano con toques épicos originario de Helsinki, la capital de Finlandia. Su temática no habla acerca de los vikingos, como otros grupos del mismo género, puesto que se distancian en la medida de lo posible de ello dado que son finlandeses. 

## Historia
La historia de Moonsorrow comienza a finales de 1995, cuando los primos Henri y Ville Sorvali se juntaron con la idea de crear un sonido similar al folk metal épico. El primer demo, Thorns of Ice, se grabó a principios de 1996; la mitad del material desapareció, así que la cinta nunca se editó.
En la primavera de 1997 Moonsorrow edita Metsä, el demo considerado como debut de la banda, obteniendo alguna publicidad en la prensa y un pequeño número de fanes. También otra cinta, llamada Promo, se grabó, pero tampoco llegó a editarse.
Durante 1998 la banda trabajó en su siguiente edición, Tämä Ikuinen Talvi, que se editó a principios de 1999. Con esta última maqueta consiguen su primer contrato discográfico con Plasmatica Records. Al poco tiempo se incoporporó Marko Tarvonen como tercer miembro, y Moonsorrow ya estaban listos para su álbum debut. Y así que el álbum se grabó, en febrero del 2000. Al mismo tiempo Mitja Harvilahti y Markus Eurén se unieron a Moonsorrow (inicialmente como miembros de sesión) y así también la banda estuvo preparada para actuaciones en directo. La primera actuación fue en Turku.
En junio de 2001, el álbum debut Suden Uni finalmente se editó, y Moonsorrow ya trabajaba en el siguiente. Firmó un nuevo contrato con Spinefarm Records, con el que editaron Voimasta ja Kunniasta, el cual publicaron a finales de año. A finales de agosto Sagitarius Productions editó también una nueva versión remasterizada de Tämä Ikuinen Talvi en formato CD, superando finalmente las ventas de la edición original, ya entonces agotada. Inspirados por esto, Moonsorrow también rehízo parcialmente Metsä y lo ofreció a sus fanes como descarga gratuita en 2002.
El tercer LP de la banda, Kivenkantaja, se editó el 10 de marzo de 2003, ofreciendo una cara más progresiva en el epic metal de Moonsorrow; como cabe suponer, el álbum de Moonsorrow más difícil de digerir, subió finalmente a la posición 16 en las listas de ventas finlandesas en su primera semana de edición. Tras este álbum, Moonsorrow tomó un descanso y no volvería con nuevo álbum hasta 2005.

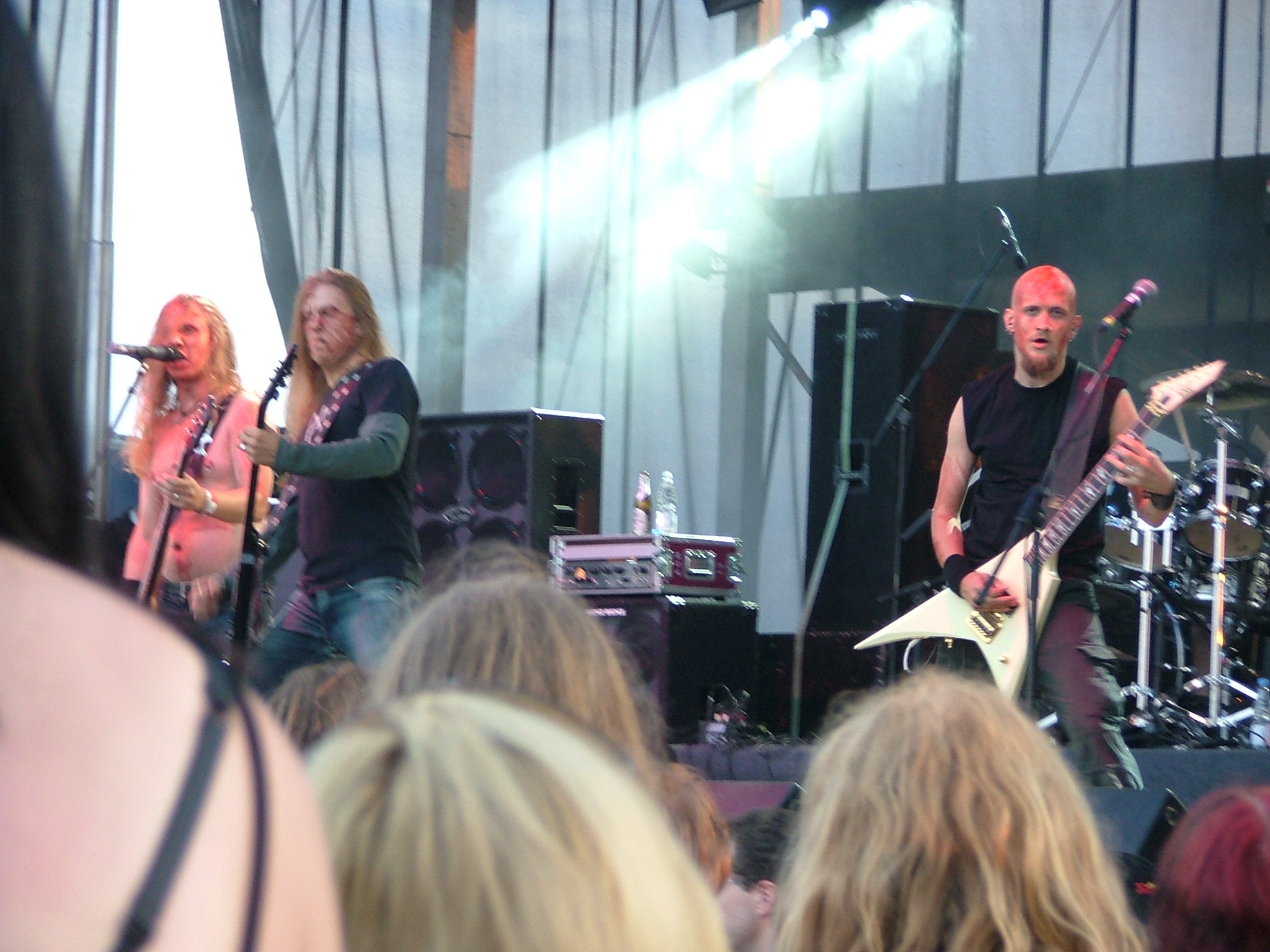
Moonsorrow tocando en el festival "Summerbreeze" de 2007.

Sin embargo, las negociaciones entre Spikefarm y Plasmatica con respecto a la reedición de Suden Uni finalmente se cerraron al poco tiempo de la edición de Kivenkantaja. A finales de 2003 (16 de diciembre), el nuevamente editado y remasterizado álbum debut, se editó con un bonus DVD.
En 2004 Moonsorrow regresó fuertemente con unos cuantos conciertos en directo. Escribiendo material durante todo el verano, Moonsorrow finalmente entró al estudio en septiembre para grabar Verisäkeet, siendo el álbum más oscuro e intrigante de la banda. Este último álbum se caracteriza además por la larga duración de sus cinco temas. Verisäkeet se editó el 23 de febrero de 2005 a nivel mundial.
El 10 de enero de 2007 salió el último álbum con nombre Viides Luku - Hävitetty (Quinto Capítulo: Destruido), en el cual participa Thomas Väänänen, excantante de Thyrfing. Este disco cuenta únicamente con dos temas, pero de 30 y 26 minutos cada uno.
Tras el lanzamiento de su último trabajo el resto del año lo dedicaron a su gira "Ravaged Hope" la mayor de toda su historia, que pasó por un total de 10 países.
El 26 de marzo de 2008 lanzaron su primer EP llamado Tulimyrsky ("Tormenta de fuego").

## Miembros
- Henri Sorvali - Guitarra, Teclado, Voces
- Ville Sorvali - Bajo, Voces
- Mitja Harvilahti - Guitarra
- Lord Eurén - Teclados
- Marko Tarvonen - Batería, Voces secundarias.

## Miembros en directo
- Janne Perttilä - Guitarras

## Discografía

### Demos
- Metsä - 1997 (reeditado en 2002 para descarga por internet)
- Tämä Ikuinen Talvi - 1999 (reeditado en 2001 en versión digital con voces y música remasterizada)

### Álbumes
- Suden Uni - 2001 (remasterizado en 2003 con una pista extra + DVD con videos promocionales y la gira Tuska 2003)
- Voimasta Ja Kunniasta - 2001
- Kivenkantaja - 2003
- Verisäkeet - 2005
- Viides Luku - Hävitetty - 2007
- Tulimyrsky [EP] - 2008
- Varjoina Kuljemme Kuolleiden Maassa - 2011
- Jumalten Aika - 2016

### Otros
- Thorns of Ice - 1995 (demo nunca publicada)
- Promo - 1997 (demo nunca publicada)